# Сербия на зимних Олимпийских играх 2014
Сербию на зимних Олимпийских играх 2014, проходивших с 7 по 23 февраля в Сочи, представляли 8 спортсменов в 5 видах спорта.

## Состав и результаты олимпийской сборной Сербии

### Биатлон
Мужчины
| Соревнование         | Спортсмены       | Стрельба          | Время   | Место |
| -------------------- | ---------------- | ----------------- | ------- | ----- |
| Спринт               | Миланко Петрович | 3 (1 + 2)         | 27:08,2 | 69    |
| Индивидуальная гонка | Миланко Петрович | 6 (1 + 2 + 0 + 3) | 56:45,5 | 69    |

### Бобслей
Мужчины
| Соревнование | Спортсмены                        | 1 заезд   | 1 заезд | 2 заезд   | 2 заезд | 3 заезд   | 3 заезд | 4 заезд   | 4 заезд | Итоговый результат | Итоговое место |
| Соревнование | Спортсмены                        | Результат | Место   | Результат | Место   | Результат | Место   | Результат | Место   | Итоговый результат | Итоговое место |
| ------------ | --------------------------------- | --------- | ------- | --------- | ------- | --------- | ------- | --------- | ------- | ------------------ | -------------- |
| Двойки       | Александар Бундало Вук Радженович | 58,31     | 29      | 58,56     | 29      | DNS       | DNS     | DNS       | DNS     |                    | 30             |

### Горнолыжный спорт
Мужчины
| Соревнование      | Спортсмены      | Скоростной спуск/ 1 спуск | Скоростной спуск/ 1 спуск | Слалом/ 2 спуск | Слалом/ 2 спуск | Всего   | Место |
| Соревнование      | Спортсмены      | Время                     | Место                     | Время           | Место           | Всего   | Место |
| ----------------- | --------------- | ------------------------- | ------------------------- | --------------- | --------------- | ------- | ----- |
| Супергигант       | Марко Вукичевич |                           |                           |                 |                 | 1:23,88 | 48    |
| Гигантский слалом | Марко Вукичевич | DNF                       | DNF                       | DNF             | DNF             | DNF     | DNF   |
| Слалом            | Марко Вукичевич | DNF                       | DNF                       | DNF             | DNF             | DNF     | DNF   |

Женщины
| Соревнование      | Спортсмены       | Скоростной спуск/ 1 спуск | Скоростной спуск/ 1 спуск | Слалом/ 2 спуск | Слалом/ 2 спуск | Всего   | Место |
| Соревнование      | Спортсмены       | Время                     | Место                     | Время           | Место           | Всего   | Место |
| ----------------- | ---------------- | ------------------------- | ------------------------- | --------------- | --------------- | ------- | ----- |
| Гигантский слалом | Невена Игнятович | 1:22,14                   | 29                        | 1:20,32         | 26              | 2:42,46 | 28    |
| Слалом            | Невена Игнятович | DNF                       | DNF                       | DNF             | DNF             | DNF     | DNF   |

### Лыжные гонки
Мужчины
Дистанционные гонки
| Соревнование              | Спортсмены       | Результат | Место |
| ------------------------- | ---------------- | --------- | ----- |
| 15 км классическим стилем | Миланко Петрович | 46:42,2   | 77    |
| 15 км классическим стилем | Рейхан Шмркович  | DNF       | DNF   |
| Масс-старт 50 км          | Миланко Петрович | 1:53:35,1 | 50    |

Спринт
| Соревнование | Спортсмены       | Квалификация | Квалификация | Четвертьфинал        | Четвертьфинал        | Полуфинал            | Полуфинал            | Финал                | Финал                | Итоговое место |
| Соревнование | Спортсмены       | Результат    | Место        | Результат            | Место                | Результат            | Место                | Результат            | Место                | Итоговое место |
| ------------ | ---------------- | ------------ | ------------ | -------------------- | -------------------- | -------------------- | -------------------- | -------------------- | -------------------- | -------------- |
| Спринт       | Миланко Петрович | 3:50,20      | 63           | Завершил выступление | Завершил выступление | Завершил выступление | Завершил выступление | Завершил выступление | Завершил выступление | 63             |
| Спринт       | Рейхан Шмркович  | 4:02,28      | 76           | Завершил выступление | Завершил выступление | Завершил выступление | Завершил выступление | Завершил выступление | Завершил выступление | 76             |

Женщины
Дистанционные гонки
| Соревнование              | Спортсмены      | Результат | Место |
| ------------------------- | --------------- | --------- | ----- |
| 10 км классическим стилем | Ивана Ковачевич | 45:21,3   | 75    |

### Сноуборд
Параллельный гигантский слалом
| Соревнование | Спортсмены | Квалификация | Квалификация | Квалификация | Квалификация | 1/8 финала            | Четвертьфинал         | Полуфинал             | Финал                 | Место |
| Соревнование | Спортсмены | 1 спуск      | 2 спуск      | Всего        | Место        | Соперник Результат    | Соперник Результат    | Соперник Результат    | Соперник Результат    | Место |
| ------------ | ---------- | ------------ | ------------ | ------------ | ------------ | --------------------- | --------------------- | --------------------- | --------------------- | ----- |
| Женщины      | Нина Мицич | 1:00,93      | 1:04,01      | 2:04,94      | 27           | Завершила выступление | Завершила выступление | Завершила выступление | Завершила выступление | 27    |

Параллельный слалом
| Соревнование | Спортсмены | Квалификация | Квалификация | Квалификация | Квалификация | 1/8 финала            | Четвертьфинал         | Полуфинал             | Финал                 | Место |
| Соревнование | Спортсмены | 1 спуск      | 2 спуск      | Всего        | Место        | Соперник Результат    | Соперник Результат    | Соперник Результат    | Соперник Результат    | Место |
| ------------ | ---------- | ------------ | ------------ | ------------ | ------------ | --------------------- | --------------------- | --------------------- | --------------------- | ----- |
| Женщины      | Нина Мицич | 34,43        | 33,64        | 1:08,07      | 31           | Завершила выступление | Завершила выступление | Завершила выступление | Завершила выступление | 31    |